# برنارد أستون
برنارد أستون (بالإنجليزية: Bernard Cracroft Aston)‏ هو مصور وكيميائي وعالم نبات نيوزيلندي، ولد في 9 أغسطس 1871 في بكنهام ‏ في المملكة المتحدة، وتوفي في 31 مايو 1951 في ويلينغتون في نيوزيلندا.